# Xã Violet, Quận Fairfield, Ohio
Xã Violet (tiếng Anh: Violet Township) là một xã thuộc quận Fairfield, tiểu bang Ohio, Hoa Kỳ. Năm 2010, dân số của xã này là 38.572 người.